# Naenia brunnea
Naenia brunnea är en fjärilsart som beskrevs av Tutt 1892. Naenia brunnea ingår i släktet Naenia och familjen nattflyn. Inga underarter finns listade i Catalogue of Life.